# Jíva v Horní Oboře
Jíva v Horní Oboře je památný strom v Oboře u Šindelové. Vrba jíva (Salix caprea) se nachází v okrese Sokolov v Karlovarském kraji. Roste nad pravým břehem Oborského potoka vpravo od lesní cesty z Obory k bývalé Břidlové v nadmořské výšce 760 m. Jíva má obrovitou korunu, kterou tvoří více než deset paprsčitě se oddělujících kosterních větví. Obvod jejího kmene je 328 cm a koruna dosahuje 13,5 m (měření 2004). Chráněna je od roku 2005 jako historicky důležitý strom (svědek bývalého osídlení zaniklé obce Horní Obora) s významný vzrůstem, esteticky zajímavý strom. Je jedinou památnou vrbou jívou v České republice.
Je zároveň uvedena na seznamu významných stromů Lesů České republiky.

## Stromy v okolí
- Modřín v Horní Oboře
- Klen v Horní Oboře
- Lípa u památníku
- Jasan v bývalých Milířích
- Smrk pod zámeckou skálou (zaniklý)
- Modříny u Favoritu
- Vysoký smrk pod Favoritem
- Modřínová alej u Šindelové
- Buk u Krásné Lípy